# قیس حسن
قیس حسن (زاده ۱۳۵۹ ولسوالی بگرامی ولایت کابل) سیاستمدار افغانستان و نماینده مردم ولایت کابل در دوره شانزدهم مجلس نمایندگان است. وی در مجلس شانزدهم نمایندگان افغانستان عضو کمیسیون مواصلات، مخابرات، امور انکشاف شهری، تهیه مسکن، تهیه آب و برق و امور شهرداری‌ها می‌باشد.

## زندگی‌نامه
قیس حسن‌زاده ۱۳۵۹ از ولسوالی بگرامی ولایت کابل می‌باشد. ایشان تحصیلات متوسطه خود را به سال ۱۳۸۳ در لیسه/دبیرستان استقلال به پایان برد و مدعی هست که در همین سال سند کارشناسی (لیسانس) از دانشگاه هیواد پیشاور پاکستان را در رشته اداره و تجارت کسب کرده‌است.

## انتخابات مجلس ۱۳۹۷
کمیسیون مستقل انتخابات افغانستان نام قیس حسن را از فهرست نهایی نامزدان انتخابات مجلس ۱۳۹۷ حذف کرد.

## دیگر فعالیت‌ها
دیگر فعالیت‌های ایشان:
- فعالیت تجاری